# West De Land
West De Land é uma Região censo-designada localizada no estado americano de Flórida, no Condado de Volusia.

## Demografia
Segundo o censo americano de 2000, a sua população era de 3424 habitantes.

## Geografia
De acordo com o United States Census Bureau tem uma área de
6,1 km², dos quais 6,1 km² cobertos por terra e 0,0 km² cobertos por água.

## Localidades na vizinhança
O diagrama seguinte representa as localidades num raio de 16 km ao redor de West De Land.